# Heinz Prüller
Heinz Peter Prüller (* 30. April 1941 in Wien) ist ein ehemaliger österreichischer Journalist und Sportkommentator. Insbesondere seine Formel-1-Moderationen genossen wegen ihrer Mischung aus umfangreichem Hintergrundwissen und erheiternden Versprechern Kultstatus.

## Leben
Heinz Prüller gibt an, bereits als 13-jähriger Schüler seine ersten Erfahrungen als Sportjournalist gemacht zu haben. Im Alter von 16 Jahren soll er mit Enzo Ferrari sein erstes Interview geführt haben. Nach der Ableistung seines Grundwehrdienstes 1960 bis 1961 ging er erst zum Express und 1971 zur Kronen Zeitung. Von 1975 bis 1986 arbeitete er als Chefredakteur der Ski- und Tennis-Welt. Von 1987 bis 1989 war er an der Gründung und dem Ausbau des heutigen Sportmagazins beteiligt. Von 1989 bis 1994 leitete er die Hauptabteilung Sport des österreichischen Hörfunks. 1995 wurde er mit der Goldenen Romy als beliebtester Sportmoderator geehrt.
Von 1965 bis 2008 kommentierte Heinz Prüller Formel-1-Rennen (ca. 650 insgesamt) und seit 1970 auch die Alpinen Skiweltmeisterschaften für den ORF, darüber hinaus Fußball-Weltmeisterschaften und Olympische Spiele. Prüller gilt als bedeutender Formel-1-Fachmann unter deutschsprachigen Journalisten. Er schrieb zwischen 1971 und 2019 jährlich das Buch Grand Prix Story, in dem er die gesamte zurückliegende Formel-1-Saison analysiert.
Heinz Prüller ist Autor von über 60 Büchern, vor allem Formel-1-Jahrbüchern, aber auch Biografien und zusammen mit seiner Frau Nora Frey sogar eines Buches über den gemeinsamen Hund (Grimaldi: jetzt rede ich).
Er war von 1990 bis Februar 2010 mit Nora Frey, der ORF-Journalistin und früheren Radio- und Fernsehmoderatorin und nunmehrigen Mediencoach, verheiratet.
2006 lieh er in der Österreich-Version des Disney-Pixar-Films Cars dem Kommentator Heinz Prueller seine Stimme. Auch in der deutschen Fassung des Films Rush – Alles für den Sieg von 2013 ist er mehrmals zu hören.
Im Februar 2009 wurde der Kommentatorenvertrag beim ORF wegen Prüllers Alter nicht mehr verlängert, Prüller sollte aber weiter in die Formel-1-Berichterstattung eingebunden bleiben. Zuletzt hatte er – obwohl offiziell bereits seit 2007 in Pension – einen speziellen Vertrag, der aber später aufgelöst wurde. Zu Saisonbeginn 2009 löste ihn sein Kollege Ernst Hausleitner in der Formel-1-Moderation ab. Skirennen kommentierte er bereits seit 2005 nicht mehr.
Von Juni 2009 bis Mitte 2011 kommentierte er neben dem Duo Jacques Schulz und Marc Surer die Formel-1-Rennen für den Pay-TV-Sender Sky Deutschland (ehemals Premiere) auf seiner eigenen Tonoption für die Zuschauer aus Österreich.
Ferner schreibt der ORF-Pensionist seit 2009 auch fallweise für die Motorsport-Fachzeitung „Motorsport aktuell“.

### Karrierestationen
- 1962: Sportchef beim Abend-Express, später beim Express
- 1965: erste Live-Übertragungen im Radio und Fernsehen
- 1967: erste Fernseh-Studioübertragungen
- seit 1971: Formel-1- und Skireporter bei der „Kronen Zeitung“
- 1976–1986: Chefredakteur der „skiwelt – tenniswelt“, danach des „Sportmagazins“
- 1989–1995: Hauptabteilungsleiter Sport im ORF-Hörfunk, danach Chefreporter Sport im ORF-Fernsehen
- 1965–2008: Kommentator der Formel-1-Rennen im ORF-Fernsehen
- 2009–2011: Kommentator der Formel-1-Rennen bei Sky Deutschland

## Moderationsstil
Heinz Prüller konzentrierte sich bei seinen Moderationen oft so sehr auf die Vermittlung von Hintergrundinformation, dass er vergaß, dem Renngeschehen zu folgen. Es kam dabei vor, dass ein Skirennläufer stürzte und er weiter über dessen Platzierungen in früheren Rennen berichtete. Wenn er den Sturz dann bemerkte, konnte er jedoch andere Ausfälle dieses Skifahrers in der Vergangenheit ebenso aufzählen wie Stürze anderer Läufer an derselben Stelle. Anders als z. B. Murray Walker kommentierte er meist ohne Gastkommentator.
In der Fernsehsendung hoppala berichtete Prüller, wie er ein Formel-1-Rennen aus Long Beach (Kalifornien) ohne Monitor nur mit Hilfe eines telefonischen „Einflüsterers“ aus Österreich kommentierte – und als einziger Europäer überhaupt kommentieren konnte: Zwar wurde das Rennen weltweit übertragen, allerdings mit Ausnahme von Kalifornien, um keine möglichen Besucher zu verlieren; es war also nach einer technischen Panne vor Ort nicht auf den Bildschirm zu bekommen. Der österreichische Kollege, der das Rennen zwar sehen konnte, war jedoch fachlich unkundig und soll Informationen etwa folgender Art übermittelt haben: „Ein Roter überholt einen Weißen, ein Gelber fährt neben einem Grünen“. Sich seines Rufes bewusst, betonte Prüller, das sei nur dieses eine Mal so gewesen.
Der Radiosender Ö3 sammelte in jedem Formel-1-Rennen die witzigsten Zitate (von den Fans auch Prüllereien genannt) und sendet sie unter dem Titel Prüllers beste Sprüche.
Er wurde auch öfter gemeinsam mit dem 2019 verstorbenen Niki Lauda parodiert.

## Werke
- Traumnote 6 für Emmi Danzer
- Diese Kurve ist sehr eckig: Heinz Prüllers beste Sprüche.
- Unsere Champions. Alles über Österreichs Jahrhundert-Rennfahrer. Triumphe & Niederlagen, Karrieren & Schicksale, Helden von gestern, heute und morgen.
- Jochen Rindt - Tribut an einem Weltmeister
- Essen wie die Weltmeister: Die Küchengeheimnisse der Sportstars
- Das goldene Jahrzehnt: Große Sportler Österreichs
- Weißer Lorbeer - die Karl Schranz-Story
- Einer von ihnen - Jochen Rindt
- Lorbeer bis zum nächsten Mal
- Das Mädchen Pröll
- Unglaublich! Mythos, Aberglaube und Rituale im Sport
- Grand Prix Story 1971: Und die Männer, die sie lebten
- Grand Prix Story 1972: Das Jahr des Fittipaldi
- Grand Prix Story 1973: Zwei gegen Lotus: Stewart und Cevert
- Grand Prix Story 1974: Trotz Ferrari - Fittipaldi
- Grand Prix Story 1975: Lauda und ein Jahr wie kein anderes
- Grand Prix Story 1976: Ein Punkt - Ein Leben
- Grand Prix Story 1977: Ferrari addio
- Grand Prix Story 1978: Andretti, Nummer 1
- Grand Prix Story 1979: Franzosen, Araber, Ferrari, Lauda
- Grand Prix Story 1980: Die jungen Löwen
- Grand Prix Story 1981: Piquet Weltmeister, Reutemann verraten, Warum Lauda wieder fährt
- Grand Prix Story 1982: Der kecke Rosberg
- Grand Prix Story 1983: Der erste Turbo-Champion
- Grand Prix Story 1984: Der größte Lauda
- Grand Prix Story 1985: Danke, Niki!
- Grand Prix Story 1986: Gerhard Berger: Der Weg zu Ferrari!
- Grand Prix Story 1987: Ein Mann sieht rot
- Grand Prix Story 1988: Solo für 2 - Danke Enzo!
- Grand Prix Story 1989: Der große Crash
- Grand Prix Story 1990: Die Tiefflieger
- Grand Prix Story 1991: Grenzgänger
- Grand Prix Story 1992: Der große Poker
- Grand Prix Story 1993: Adieu, Alain - Servus, Schumacher
- Grand Prix Story 1994: Requiem für Senna
- Grand Prix Story 1995: Servus, Ferrari!
- Grand Prix Story 1996: Damon Hill - Einer gegen alle
- Grand Prix Story 1997: Champion durch K.O.
- Grand Prix Story 1998: Das Duell Mika-Michael
- Grand Prix Story 1999: Mika Häkkinen: 2 Mal Champion
- Grand Prix Story 2000: Grazie, Schumi!
- Grand Prix Story 2001: Formel Schumi
- Grand Prix Story 2002: Crash-Kurs
- Grand Prix Story 2003: Schumi gegen die jungen Löwen
- Grand Prix Story 2004: Einsteiger, Umsteiger, Aufsteiger
- Grand Prix Story 2005: Alonso 1. – Der neue König.
- Grand Prix Story 2006: Servus, Schumi!
- Grand Prix Story 2007: Black Magic, Kimi und Spione
- Grand Prix Story 2008: Siegen ist nicht genug
- Grand Prix Story 2009: Siege und Skandale
- Grand Prix Story 2010: Von Fangio bis Schumacher
- Grand Prix Story 2011: Der mit dem Bullen tanzt
- Grand Prix Story 2012: Der wilde Ritt nach Texas
- Grand Prix Story 2013: Vettel – Viermal ist nicht genug
- Grand Prix Story 2014: Krieg der Sterne
- Grand Prix Story 2015: Siegen ist das Einzige, was zählt
- Grand Prix Story 2016: Mercedes - Ritterspiele
- Grand Prix Story 2017: Härter, Breiter, Schneller - Die neue Formel 1
- Grand Prix Story 2018: Aufstieg in die Top-League
- Grand Prix Story 2019: Tausend Rennen sind nicht genug

## Auszeichnungen
- World Sports Media Trophy 1992 für neue Wege in der Radio- und Sportberichterstattung
- Romy 1995 (einen Publikumspreis) als Österreichs beliebtester Sportreporter
- Ehrenzeichen des Landes Steiermark für seine Verdienste um den Österreich-Grand-Prix 2000
- Lorenzo Bandini Trophy 2003 als erster nicht italienischer Formel-1-Reporter
- Béla Barényi Preis 2010